# Beilschmiedia peninsularis
Beilschmiedia peninsularis är en lagerväxtart som beskrevs av B.P.M. Hyland. Beilschmiedia peninsularis ingår i släktet Beilschmiedia och familjen lagerväxter. Inga underarter finns listade i Catalogue of Life.